# Neferefre
Neferefre Isi, znan tudi kot Raneferef ali  Ranefer (helenizirano starogrško Χέρης, latinizirano: Herês) je bil faraon Starega Egipta, najverjetneje četrti ali morda peti vladar iz Pete dinastije Starega kraljestva. Zelo verjetno je bil sin faraona Neferirkare Kakaija in kraljice Kentkaus II. Pred prihodom na prestol je bil znan kot princ Ranefer.
Na kraljevi nekropoli v Abusirju je začel zase graditi piramido z imenom Nečeribau Raneferef – Neferefrejeva ba je božanska. Gradnja ni bila nikoli končana. Opuščena je bila kmalu po Neferefrejevem drugem letu vladanja. To in skromnost primarnih dokazov iz obdobja njegove vladavine kažejo, da je po dveh ali treh letih vladanja nenadoma umrl. Pokopan je bil v svoji nedograjeni piramidi, katero je njegov drugi naslednik in domnevno mlajši  brat Njuserre Ini preuredil v mastabo. V njej so odkrili fragmente njegove mumije, ki kažejo, da je umrl v zgodnjih dvajsetih letih.
O Neferefrejevih dejavnostih je znano samo to, da je položil temelje svoje piramide in poskušal dokončati očetovo piramido. Edino znano besedilo kaže, da je načrtoval gradnjo sončevega templja z imenom Hotep-Re – Ra je zadovóljen, ki verjetno ni bil nikoli zgrajen. Po smrti ga je nasledil kratkotrajen in malo znan faraon Šepseskare, katerega sorodstvo z Neferefrejem je zelo nezanesljivo in sporno. 
Neferefre je imel tako  kot drugi faraoni iz Pete dinastije svoj posmrtni kult. Obredi so potekali v templju ob piramidi, ki jo je zase zgradil brat Njuserre. V poznem Starem kraljestvu so kult očitno opustili in Neferefreja pozabili. Zgleda, da je njegov pokopališki kompleks zbujal manj pozornosti roparjev grobnic kot bližnje piramide, saj so v njem odkrili več Neferefrejevih kipov kot v posmrtnem templju katerega drugega vladarja  iz Pete dinastije.

## Galerija
- Abusirska nekropola z Neferefrejevo piramido na južnem robu
- Rekonstrukcija Neferefrejevega piramidnega kompleksa
- Ruševine Neferefrejevega pogrebnega templja

- Neferefrejeva kartuša na Abidoškem seznamu kraljev
- Glava Neferefrejevega kipa iz Koptosa, Petriejev muzej, London, UC 14282
- Menkauhor bi lahko bil sin Neferefreja in Kentkaus III.
- Nefererjev kip iz škriljevca, na katerem nosi belo krono Gornjega Egipta
- Vhod v Tijino mastabo, v kateri so odkrili edini dokaz o templju   Hotep-Re
- Risba odtisov Neferefrejevih vljastih pečatnikov